# جوشان (مباركة)
جوشان هي قرية في مقاطعة مباركة، إيران. يقدر عدد سكانها بـ 548 نسمة بحسب إحصاء 2016.